# Sete Pedras
Les Sete Pedras (« sept pierres » en portugais) sont une série d'îlots rocheux inhabités situés à Sao Tomé-et-Principe, au sud-est de l'île de Sao Tomé, à quelques kilomètres au large de Ribeira Peixe, d'où elles sont visibles.

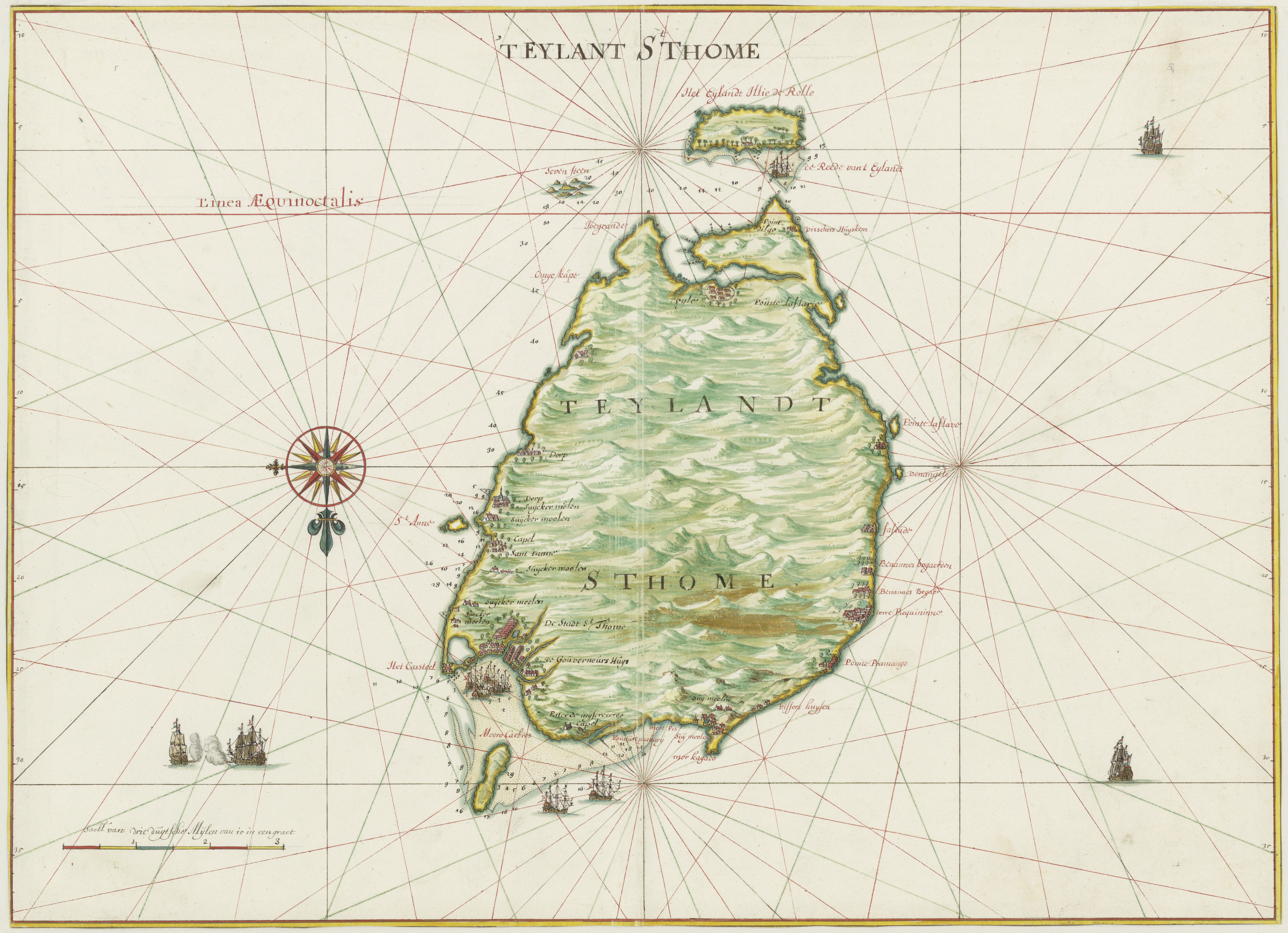
Carte (inversée) de St Thome par Johannes Vingboons, vers 1665.

Dès 1665 le cartographe et aquarelliste hollandais Johannes Vingboons (en) les fait apparaître sur une carte de l'île sous le nom de Seven Steen (« sept pierres » en néerlandais).
La plus grande atteint une hauteur de 42 m
On estime aujourd'hui que si elles devraient être évitées de nuit, elles ne présentent en revanche aucun danger en plein jour.

Ces écueils auraient pourtant joué un rôle décisif dans l'histoire de l'archipel. Vers 1544 un bateau négrier venu d'Angola y aurait fait naufrage, mais un certain nombre d'esclaves ayant pu regagner le rivage à la nage auraient constitué ainsi le noyau fondateur des Angolares.